# Miwa
miwa（1990年6月15日—），日本女創作歌手，隸屬於日本索尼音樂娛樂。出道時正就讀於慶應義塾大學，因此須同時兼顧學業和歌手的工作；已於2013年3月畢業。與桃色幸運草Z合稱「miwaクロ」。

## 生平

### 出道前
miwa在神奈川縣三浦郡葉山町出生，年幼時已搬到東京都居住。她在喜歡音樂的父親影響下，一直在音樂的環境中長大，亦培養了她對音樂的興趣。
miwa由小學四年級開始學發聲訓練，15歲開始寫歌，當時還不會吉他，是用鋼琴作曲的，miwa學鋼琴是因為小時候去青梅竹馬家玩的時候，一起彈鋼琴，之後便繼續學了。她進了高中之後曾嘗試自學吉他，其後因為覺得自學的效果不好，便決定付錢出去學吉他。但一開始便碰上困難，吉他老師交給她Beatles專輯後吉他技巧便突飛猛進，雖然她的高中禁止學生做兼職，但是她為了購買吉他而偷偷做兼職。最後她在高二的3月（學年將近完結），用儲起的錢向吉他老師便宜地買了Gibson J-45。她在2017年2月表示她仍使用這把吉他。該把吉他在2016年12月27日底部突然裂開，吉他的修復是在保密下完成的，miwa直到年初時才知道。此外，她在高校時代曾於多個Live House表演自己的原創歌曲，例如下北澤LOFT、澀谷7th floor等等。由於學校禁止學生進行演藝活動，所以她將表演的事情保密，連朋友都不知道。
根據fanclub會員雜誌，興趣是散步、購物和衣服。
被在沖繩縣居住的祖母影響對健康很有興趣，並自稱健康宅（健康オタク）。
雖然常被認為是開朗、內心強大的人，但實際上是愛哭鬼。
座右銘是千里之行始於足下，並將這句加入為2018年的47縣單支吉他巡迴live而寫的アコースティックストーリー（acoustic story）中。
對於歌詞比起解讀或傳達的正確性，更希望聽眾可以好好享受自己的音樂。

### 歌手生涯

#### 2010年－2012年
miwa在高中三年級時跟日本索尼音樂娛樂簽約。2010年，她入讀慶應義塾大學，亦開始了歌手的工作。她的出道單曲《don't cry anymore》於同年3月3日發行，亦被起用作富士電視台連續劇《決定不哭的日子》的主題曲。這張單曲於Oricon公信榜上打進頭20位，歌曲全曲付費下載亦被日本唱片協會認證為累積銷量超過10萬。此外，這首歌獲得第64屆日劇學院賞主題曲賞。其他候選歌曲包括嵐的《Troublemaker》和Mr.Children的《HANABI》。
第2張單曲《Little Girl》於同年6月發行。第3張單曲《chAngE》是動漫《BLEACH》的第12首主題曲，首次成功於Oricon公信榜打進頭10位。
2010年4月開始擁有其電台節目《miwa的全夜日本R》（miwaのオールナイトニッポンR），節目每月播放一次，時間為凌晨3時至5時。一年後，節目名稱改為《miwa的全夜日本》，播放時間亦提早至凌晨1時至3時，每星期播放一次。這個節目於2013年3月26日結束播映。
第1張專輯《guitarissimo》原定於2011月3月30日發行，但由於東日本大震災的關係，專輯順延至4月6日發行。這個專輯於Oricon公信榜上取得第1位，為miwa歷來最高的排名。她亦是於平成時代出生的個人歌手中，首個取得專輯周榜首位的歌手。隨着專輯發行，miwa的首場全國巡迴演唱會「miwa live tour 2011 "guitarissimo"」亦宣布舉辦。演唱會原定於東京、大阪、名古屋和福岡各舉辦一場，其後追加於仙台、札幌和東京的三場演唱會，最後舉辦日期為6月4日至7月10日。這次巡迴演唱會的門票成功售罄。
2011年發行了3張單曲，依次為《春天來臨時》、《441》和《FRiDAY-MA-MAGiC》。其中《FRiDAY-MA-MAGiC》是電視劇《櫻蘭高校男公關部》的主題曲，電視劇的主演川口春奈於這首歌的音樂影片中登場。
2012年發行第8張單曲《單戀》（片想い）。這首歌曲的音樂影片由電影導演岩井俊二執導。
第2張專輯《guitarium》於3月14日發行。這張專輯於Oricon公信榜上取得第3位，令miwa兩張專輯都成功取得頭3位。專輯其中一首歌曲《不論幾歲》（いくつになっても）是《櫻蘭高校男公關部》的電影版的主題曲。miwa首套音樂影片集《miwa clips vol.1》亦於這年的6月發行。
第9張單曲《向着光》於同年8月15日發行，取得Oricon公信榜第4位，為miwa截至當時為止的最高排名。《向着光》為電視劇《RICH MAN, POOR WOMAN》的主題曲，為她首次為富士月九劇製作主題曲。

#### 2013年－2016年
1月16日發行的第10張單曲「ホイッスル〜君と過ごした日々〜」是做為第91回日本全國高校足球大会的加油歌所製作的。1月19日、她也在國立競技場的決賽開始前演唱了本曲。同時在1月28日的Billboard JAPAN電台點播榜「Hot Top Airplay」本曲也得到了第1位的名次。
3月29日舉辦了個人首次的武道館公演『miwa live at 武道館 〜卒業式〜』。隔天舉辦了限定招待38人的「miwa special live at 下北沢ロフト」Live house演出。
4月24日發行第11張單曲「ミラクル」作為資生堂產品的廣告曲。
5月22日發行第3張專輯『Delight』，不僅取得Oricon公信榜第1位，發行當月即被日本唱片協會認列為金唱片（銷量超過10萬張），這也是她個人首次在發行當月就取得金唱片記錄。7月〜9月舉行巡迴演唱『miwa concert tour 2013 "Delight"』。8月4日預定出演「ROCK IN JAPAN FESTIVAL 2013」。12月31日，在第64回NHK紅白歌合戰中初登場演出，演唱曲目為《向著光》。
9月4日發行第12張單曲「Faraway/Kiss you」，其中kiss you作為「銀之匙」的主題曲。
2014年2月12日發行第13張單曲「Faith」。
7月2日發行第14張單曲「君に出会えたから」，第二次作為資生堂的廣告用曲。
11月12日發行第15張單曲「希望の環（WA）/月食 〜winter moon〜」。
12月31日在第65回NHK紅白歌合戰中第二次登場演出，演唱曲目為《Faith》。
2015年1月28日發行第16張單曲「fighting-φ-girls」。
1月31日，在公映的电影《艺术大师》中，饰演橘天音一角。3月7日、8日連續兩天於武道館舉行相隔兩年後的公演『miwa live at 武道館 〜acoguissimo〜』。採用置中360°的旋轉舞台，整場以acoustic guitar(無任何伴奏、僅以木吉他自彈自唱)的形式演出。其中『片想い』更為清唱。兩天皆湧進1萬2千名觀眾滿場。3月底到6月，举行了《miwa spring concert 2015 "ONENESS"》专题巡演
2月25日發行第17張單曲「360°」，作為動畫電影「大雄之宇宙英雄記」之主題曲。
4月，担任NHK-FM的《MUSE NOTE》栏目2015年度主持人。8日，第四张个人专辑《ONENESS》发售。6月2日，在TUBE新单《SUMMER TIME》的《トコナツPaPa》一曲中献声。8月19日，第18张个人单曲《夜空。feat.ハジ→/ストレスフリー》发售。
8月19日發行第18張單曲「夜空。feat.ハジ→/ストレスフリー」。
10月，首次举行FC限定的专题巡演《miwa -39 live tour- “yaneura-no-neko"》，並得到NHK的邀請，為2016年度NHK全國學校音樂比賽中學組撰寫指定曲目。12月31日，在第66回NHK红白歌合战中登台献唱《fighting-φ-girls》。
11月11日發行第19張單曲「あなたがここにいて抱きしめることができるなら」。「如果你能留下來擁抱」為TBS電視台電視劇「產科醫鴻鳥」的主題曲。
2016年1月19日，正式公布為NHK全國學校音樂比賽中的指定曲曲目，歌名稱為。而樂曲則於2月25日隨NHK全國學校音樂比賽網頁更新時作公開發表。20日，首张情歌精选专辑「miwa ballad collection ～graduation～」正式发售，同时举行新一轮的专题巡演。
6月22日發布第20張單曲Princess/Shan-Lan-Lan，「Princess」作為森永的廣告曲
「Shan-Lan-Lan」作為日本電視台與青森放送的電視動畫「飛翔的魔女」片頭主題曲
10月5日發行第21張單曲「結 -ゆい-」作為NHK全國學校音樂比賽中學部的指定曲。

#### 2017年－至今
2017年2月22日發行第5張專輯『SPLASH☆WORLD』。
5月24日發行第22張單曲「シャイニー」，作為日本地區爽健美茶的廣告曲。
2018年6月10日在橫濱演唱會舉行『miwa live at 横浜アリーナ "acoguissimo 47都道府県 〜完〜"』，並達成首位在横浜アリーナ開單支吉他live的女性（只用吉他伴奏的live）。同時，亦稱霸日本47縣的live tour並以出身地的神奈川縣為終點站（横浜アリーナ）。
2019年8月14日最新作品
日劇「凪のお暇」主題曲「リブート」正式發售
https://atctwn.com/2019/08/14/38159/ （页面存档备份，存于）
2019年12月25日，發行第26張單曲『Storyteller/ティーンエイジドリーム』，其中ティーンエイジドリーム（teenage dream)為博人傳BORUTO-ボルト- NARUTO NEXT GENERATIONS的片頭曲
2020年3月8日，在日本iTunes推出「Look At Me Now」。
3月20日，慶祝出道10周年在YouTube （页面存档备份，存于）免費公開由「don’t cry anymore」到「StoryTeller/ティーンエイジドリーム」的全部MV。
5月31日，參與了為前線醫療從業員（COVID－19)籌款的線上LIVEMUSIC AID FEST～For post pandemic （页面存档备份，存于）（演唱We are the light）

#### 婚姻
2019年9月1日，宣佈和日本男子游泳運動員萩野公介結婚。同時證實已有身孕。
2020年1月2日，萩野表示孩子順利出生。
2024年3月18日，於官方粉絲俱樂部網站宣布與萩野離婚。

## 作品
|      | 名稱                                | 發行日期       | Oricon公信榜單曲周榜 |
| ---- | ----------------------------------- | -------------- | -------------------- |
| 1st  | don't cry anymore                   | 2010年3月3日   | 11位                 |
| 2nd  | Little Girl                         | 2010年6月23日  | 18位                 |
| 3rd  | chAngE                              | 2010年9月1日   | 8位                  |
| 4th  | 遺失的                              | 2010年12月1日  | 14位                 |
| 5th  | 春天來臨時                          | 2011年2月23日  | 11位                 |
| 6th  | 441                                 | 2011年6月29日  | 7位                  |
| 7th  | FRiDAY-MA-MAGiC                     | 2011年9月21日  | 9位                  |
| 8th  | 單戀                                | 2012年2月1日   | 7位                  |
| 9th  | 向着光                              | 2012年8月15日  | 4位                  |
| 10th | WHISTLE ～與你在一起的日子～        | 2013年1月16日  | 4位                  |
| 11th | 奇蹟                                | 2013年4月24日  | 6位                  |
| 12th | Faraway/Kiss you                    | 2013年9月4日   | 5位                  |
| 13th | Faith                               | 2014年2月12日  | 4位                  |
| 14th | 遇見你之後                          | 2014年7月2日   | 4位                  |
| 15th | 希望之環（WA）/月食 ～winter moon～ | 2014年11月12日 | 10位                 |
| 16th | fighting-φ-girls                    | 2015年1月28日  | 5位                  |
| 17th | 360°                                | 2015年2月25日  | 5位                  |
| 18th | 夜空。feat.HAZZIE→/Stress Free      | 2015年8月19日  | 8位                  |
| 19th | 如果你能留下來擁抱                  | 2015年11月11日 | 8位                  |
| 20th | Princesss                           | 2016年6月22日  | 5位                  |
| 21st | 結 -Yui-                            | 2016年10月5日  | 9位                  |
| 22nd | Shinee                              | 2017年5月24日  | 12位                 |
| 23rd | We are the light                    | 2017年10月25日 | 10位                 |
| 24th | アップデート                        | 2018年5月9日   | 11位                 |
| 25th | リブート                            | 2019年8月14日  | 12位                 |
| 26th | Storyteller/ティーンエイジドリーム  | 2019年12月25日 | 13位                 |

|     | 名稱         | 發行日期      |
| --- | ------------ | ------------- |
| 1st | Guitarissimo | 2011年4月6日  |
| 2nd | guitarium    | 2012年3月14日 |
| 3rd | Delight      | 2013年5月22日 |
| 4th | ONENESS      | 2015年4月8日  |
| 5th | SPLASH☆WORLD | 2017年2月22日 |

|     | 名稱                             | 發行日期      |
| --- | -------------------------------- | ------------- |
| 1st | ballad collection ～graduation～ | 2016年1月20日 |
| 2nd | THE BEST                         | 2018年7月11日 |

| 類別       | 名稱                                      | 發行日期       |
| ---------- | ----------------------------------------- | -------------- |
| 演唱會錄影 | miwa live tour 2011 "guitarissimo"        | 2011年12月21日 |
| 音樂影片集 | miwa clips vol.1                          | 2012年6月6日   |
| 演唱會錄影 | miwa concert tour 2012 "guitarium"        | 2012年12月5日  |
| 演唱會錄影 | miwa concert tour 2013 "Delight"          | 2014年1月8日   |
| 演唱會錄影 | miwa spring concert 2014 “渋谷物語〜完〜” | 2014年8月13日  |

| 名稱                                   | 飾演角色  | 發佈日期      |
| -------------------------------------- | --------- | ------------- |
| マエストロ！                           | 橘あまね  | 2015年1月31日 |
| 君と100回目の恋 （页面存档备份，存于） | 日向 葵海 | 2017年2月4日  |

## 演唱會
| 日期                     | 名稱                                                     | 場數／場地     |            |            |            |            |
| 巡迴演唱會               | 巡迴演唱會                                               | 巡迴演唱會     | 巡迴演唱會 | 巡迴演唱會 | 巡迴演唱會 | 巡迴演唱會 |
| ------------------------ | -------------------------------------------------------- | -------------- | ---------- | ---------- | ---------- | ---------- |
| 2010年11月24日至12月8日  | miwa "very first tour" miwa yade! miwa dagah! miwa dayo! | 3場            |            |            |            |            |
| 2011年6月4日至7月10日    | miwa live tour 2011 "guitarissimo"                       | 7場            |            |            |            |            |
| 2011年11月2日至11月27日  | miwa acoustic live tour "acoguissimo"                    | 11場           |            |            |            |            |
| 2012年5月12日至6月24日   | miwa concert tour 2012 "guitarium"                       | 13場           |            |            |            |            |
| 2012年9月8日至10月21日   | miwa acoustic live tour 2012 "acoguissimo 2"             | 14場           |            |            |            |            |
| 2012年12月18日至12月22日 | miwa -39 live tour- "miwanissimo 2012"                   | 3場            |            |            |            |            |
| 2013年7月13日至9月23日   | miwa concert tour 2013“ Delight”                         | 21場           |            |            |            |            |
| 2015年3月28日至6月15日   | miwa concert tour 2015 “ONENESS”                         | 19場           |            |            |            |            |
| 2015年10月29日至11月2日  | miwa -39 live tour- “yaneura-no-neko"                    | 4場            |            |            |            |            |
| 個人演唱會               |                                                          |                |            |            |            |            |
| 2010年3月3日             | 2010.3.3 miwa                                            | shibuya eggman |            |            |            |            |
| 2011年12月24日           | miwa -39live- "miwanissimo"                              | Zepp Tokyo     |            |            |            |            |
| 2013年3月29日            | miwa live at 武道館 〜卒業式〜                           | 日本武道館     |            |            |            |            |
| 2015年3月7日、8日        | miwa live at 武道館 〜acoguissimo〜                      | 日本武道館     |            |            |            |            |

## 廣播節目
- miwa的全夜日本R（miwaのオールナイトニッポンR）（2010年4月17日至2011年3月19日，每月第3個星期六 27:00 - 29:00）
- miwa的全夜日本（miwaのオールナイトニッポン）（2011年4月5日至2013年3月26日，每周星期二 25:00 - 27:00）

## 獲獎經歷
| 年度   | 類別 | 大獎                                            | 獎項     | 作品                                    | 結果 |
| ------ | ---- | ----------------------------------------------- | -------- | --------------------------------------- | ---- |
| 2010年 | 音樂 | 第64回日劇學院賞                                | 主題曲賞 | 《don't cry anymore》（決定不哭的日子） | 獲獎 |
| 2014年 | 音樂 | 第6回CD店大獎                                   | 入賞     | 《Delight》                             | 提名 |
| 2014年 | 音樂 | 第4回日本唱片封面大賞                           | 大賞     | 《Delight》                             | 獲獎 |
| 2016年 | 音樂 | 第87回日劇學院賞                                | 主題曲賞 | 《如果你能留下來擁抱》                  | 提名 |
| 2017年 | 音樂 | 國際寶飾展第3回クリスマスジュエリープリンセス賞 | 歌手部門 |                                         | 獲獎 |

## 外部連結
- 官方網站 （页面存档备份，存于）（日語）
- 官方網誌 （页面存档备份，存于）（日語）
- 官方LINE BLOG （页面存档备份，存于）（日語）（2016年4月7日─）
- miwa的X（前Twitter）（日語）
- miwa Official YouTube （页面存档备份，存于）